# Albert Kahasha Murhula
 (décembre 2024).
Albert Kahasha Murhula, né le 4 mai 1969 à Walungu, est un homme politique et ancien combattant congolais. Il a été élu député national de Walungu et député provincial de Bukavu lors des Élections législatives de 2023 en république démocratique du Congo,.

## Biographie
Surnommé Foka Mike, Albert Kahasha Murhula est né le 04 mai 1969 dans le territoire de Walungu, une entité administrative déconcentrée de la province du Sud-Kivu en république démocratique du Congo.

## Carrière politique
Murhula a été élu député national pour Walungu et député provincial pour Bukavu en 2024. Son engagement politique est axé sur la défense de l'intégrité territoriale du pays, conformément à l'article 63 de la constitution congolaise. Le 15 juin 2024, son mandat du député national est suspendu jusqu'au 15 décembre 2028.

## Engagement militaire
Avant de se lancer en politique, Murhula a été commandant du groupe Maï-Maï "Mudundu 40", qui a joué un rôle important dans les évènements entourant le massacre à Kaniola. En février 2025, exprimé son intention de rejoindre les Forces Armées de la République Démocratique du Congo (FARDC) et les combattants Wazalendo afin de défendre le pays contre les menaces extérieurs.
Albert a plusieurs fois fait l'objet de désertions, mais aussi et surtout des défections en se ralliant aux groupes ennemis et aux rebelles, dont le M23,,. En 2012, il a créé l'union des forces révolutionnaires du Congo, regroupant des groupes armés avec comme objectif de poursuivre Joseph Kabila en justice.